# Marcel Mongin

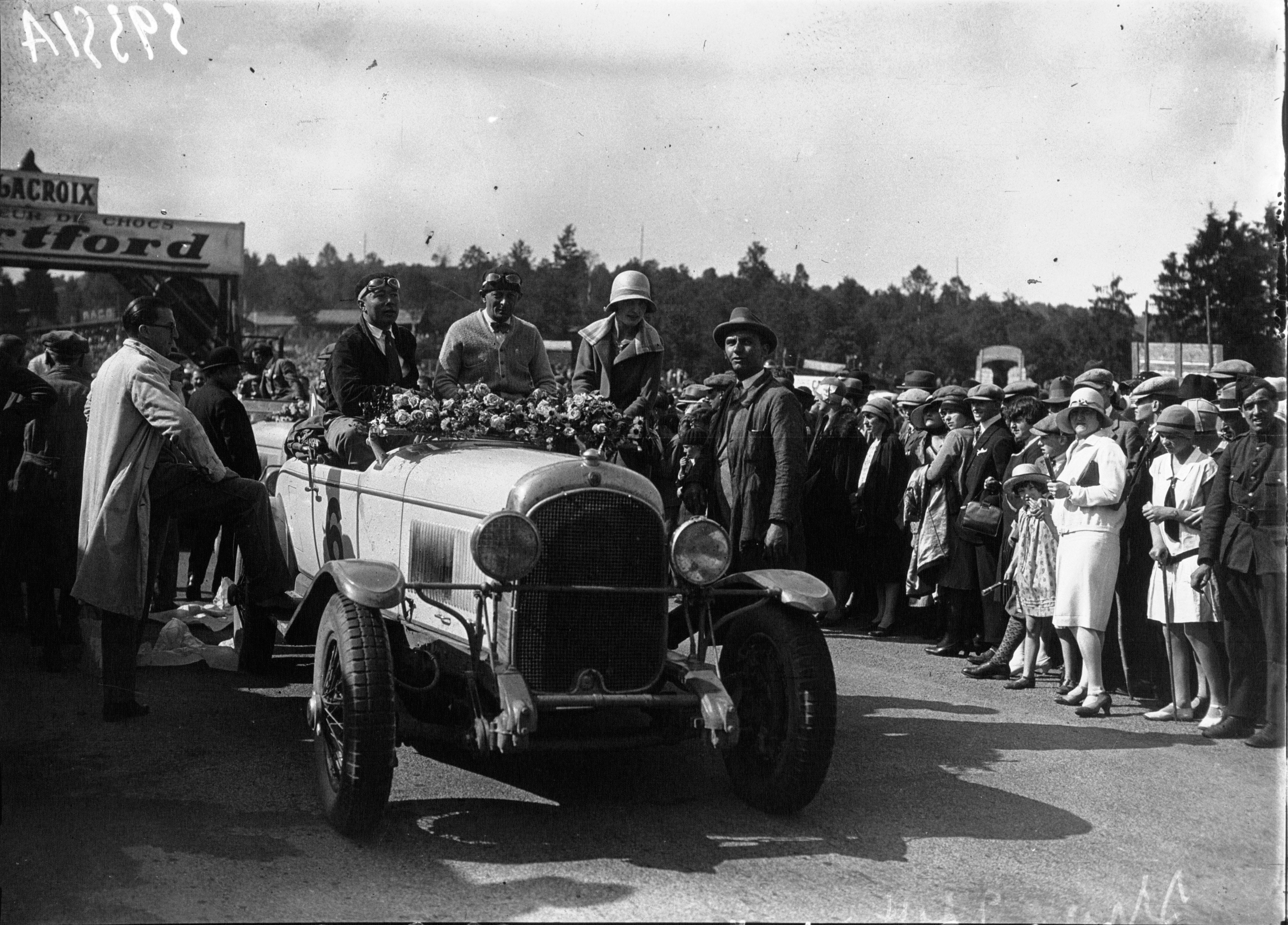
Cyril de Vère und Marcel Mongin beim 24-Stunden-Rennen von Spa-Francorchamps 1928

Marcel Edouard Mongin (* 6. November 1897; † 12. Mai 1972 in Neuilly-sur-Seine) war ein französischer Automobilrennfahrer.

## Karriere
Marcel Mongin bestritt Sportwagenrennen in den 1920er- und 1930er-Jahren und erzielte seine größten Erfolge bei Langstreckenrennen. 1924 gab er sein Debüt beim 24-Stunden-Rennen von Le Mans. Gemeinsam mit seinem Landsmann Roland Coty pilotierte er einen Oméga Six. Der leichte und wendige 2-Liter-Wagen fiel schon nach elf Runden durch einen technischen Defekt aus. Es folgten weitere 24-Stunden-Rennen, sowohl in Le Mans, als auch in Spa. Obwohl er keines der beiden Rennen jemals gewinnen konnte, gehört er mit vier zweiten Plätzen zu den erfolgreichsten Startern dieser Rennen vor dem Zweiten Weltkrieg.
In Le Mans erreichte er den ersten zweiten Rang 1926. Im Ziel fehlten ihm und Gérard de Courcelles eine Runde auf die Sieger Robert Bloch und André Rossignol. Neun Jahre später, 1937, wurde er erneut Zweiter. Diesmal gemeinsam mit Joseph Paul auf einem Delahaye 135CS. Auch in Spa blieb ihm ein Gesamtsieg verwehrt. 1928 und 1936 musste er sich mit dem zweiten Gesamtrang zufriedengeben.

## Statistik

### Le-Mans-Ergebnisse
| Jahr | Team                            | Fahrzeug                | Teamkollege          | Platzierung | Ausfallgrund |
| ---- | ------------------------------- | ----------------------- | -------------------- | ----------- | ------------ |
| 1924 | Automobiles Oméga-Six           | Oméga Six Type A        | Roland Coty          | Ausfall     | Unfall       |
| 1926 | Lorraine-Dietrich et Cie        | Lorraine-Dietrich Sport | Gérard de Courcelles | Rang 2      |              |
| 1929 | Grand Garage Saint-Didier Paris | Chrysler 77 Six         | Cyril de Vère        | Rang 7      |              |
| 1935 | Henri Toulouse                  | Delahaye 18VC Sport     | Henri Toulouse       | Rang 5      |              |
| 1937 | Joseph Paul                     | Delahaye 135CS          | Joseph Paul          | Rang 2      |              |
| 1938 | Joseph Paul                     | Delahaye 135CS          | Robert Mazaud        | Ausfall     | Wagenbrand   |
| 1939 | Robert Mazaud                   | Delahaye 135CS          | Robert Mazaud        | Ausfall     | Wagenbrand   |